# Donne italiane
Donne italiane è una musicassetta incisa da Nilla Pizzi nel 1996 per la Duck Record.

## Tracce
1. Donne italiane
2. Bugiardo amore
3. Donne romantiche
4. Gioventù
5. Trovarsi
6. Trallallero cha cha
7. Canta Italia (con Gino Latilla, Dino e Marina Barone)
8. Vola colomba
9. Militari
10. Vacanze all'italiana
11. La fortuna
12. Menehito in Canadà